# Proserpine (målning)
Proserpine (även Proserpina) är en oljemålning av den engelske konstnären Dante Gabriel Rossetti. Den föreställer Proserpina som är underjordens drottning och växtlighetens gudinna i romersk mytologi och motsvarar Persefone i grekisk mytologi. Rossetti målade åtminstone åtta versioner med oljefärg av motivet och ytterligare ett par i pastell. Den mest kända målades 1874 och ingår sedan 1940 i Tate Britains samlingar i London. Den sista målades strax innan han dog, 1881–1882, och är sedan 1927 utställd på Birmingham Museum and Art Gallery.
Som modell för Proserpina stod Jane Morris som han även anlitade för tavlorna Dantes dröm (1869–1871) och Dagdrömmen (1880). Hon var olyckligt gift med William Morris och inledde redan omkring 1865 en kärleksrelation med Rossetti. Hon tillbringade flera somrar med Rossetti på lantgodset Kelmscott Manor i West Oxfordshire där bland annat Proserpine tillkom. På vintrarna flyttade hon hem till maken i London. 
Det fanns därmed en likhet mellan Jane och Proserpina. Enligt den klassiska myten kidnappade Pluton (Hades), som var gud över underjorden och dödsriket, Proserpina för att göra henne till sin hustru. Den som åt mat från underjorden var tvungen att stanna där för alltid. Proserpina åt sex kärnor från ett granatäpple, den frukt som är avbildad i målningen. Hon var därför tvungen att stanna sex månader i underjorden, likt Morris som var tvungen att stanna hos sin man större delen av sin tid.
Rossetti, som också var poet, skrev en sonett till målningen. Den finns nedskriven på italienska i målningens övre högerhörn och på engelska på tavlans ram som också formgetts av Rossetti. Sonetten lyder: 
| ” | Afar away the light that brings cold cheer Unto this wall, - one instant and no more Admitted at my distant palace-door. Afar the flowers of Enna from this drear Dire fruit, which, tasted once, must thrall me here. Afar those skies from this Tartarean grey That chills me: and afar, how far away, The nights that shall be from the days that were. Afar from mine own self I seem, and wing Strange ways in thought, and listen for a sign: And still some heart unto some soul doth pine, (Whose sounds mine inner sense in fain to bring, Continually together murmuring,) - "Woe's me for thee, unhappy Proserpine!" | „ |

## Andra versioner

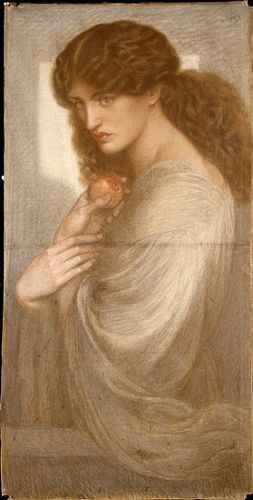
Första versionen i pastell och krita från 1871. Ashmolean Museum (97 x 46 cm).
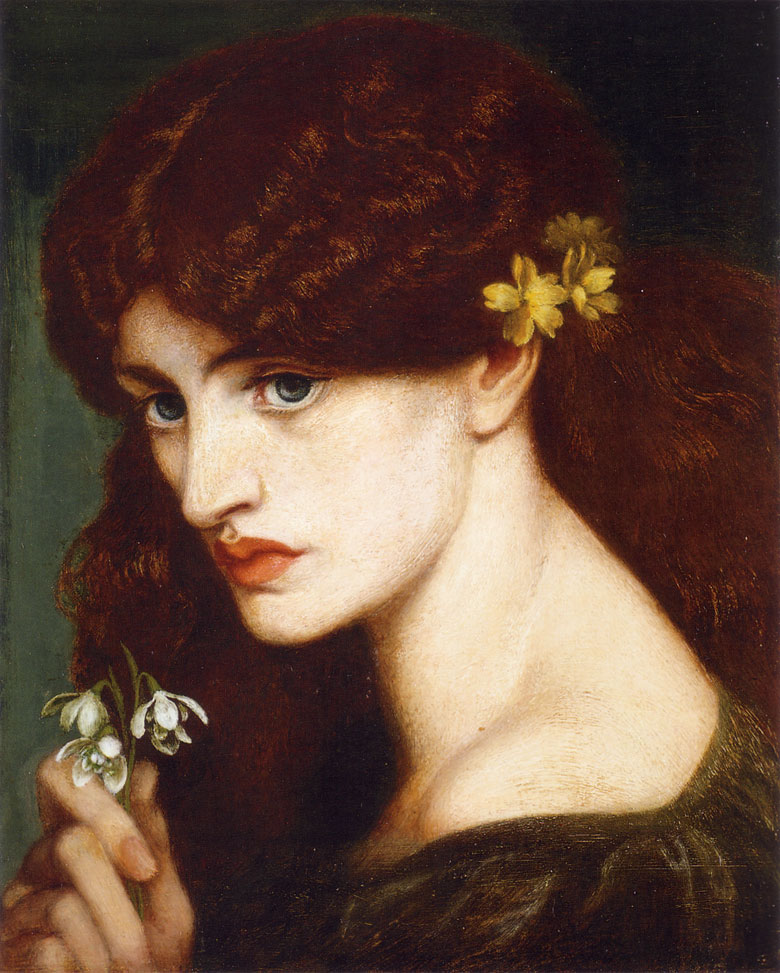
1873 års version benämns Blanzifiore. Andrew Lloyd Webber Collection (41,5 x 34 cm).
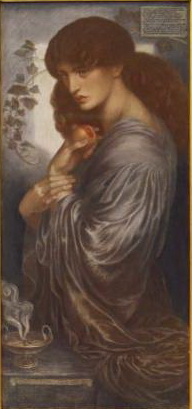
Version från 1877. Privat ägo.
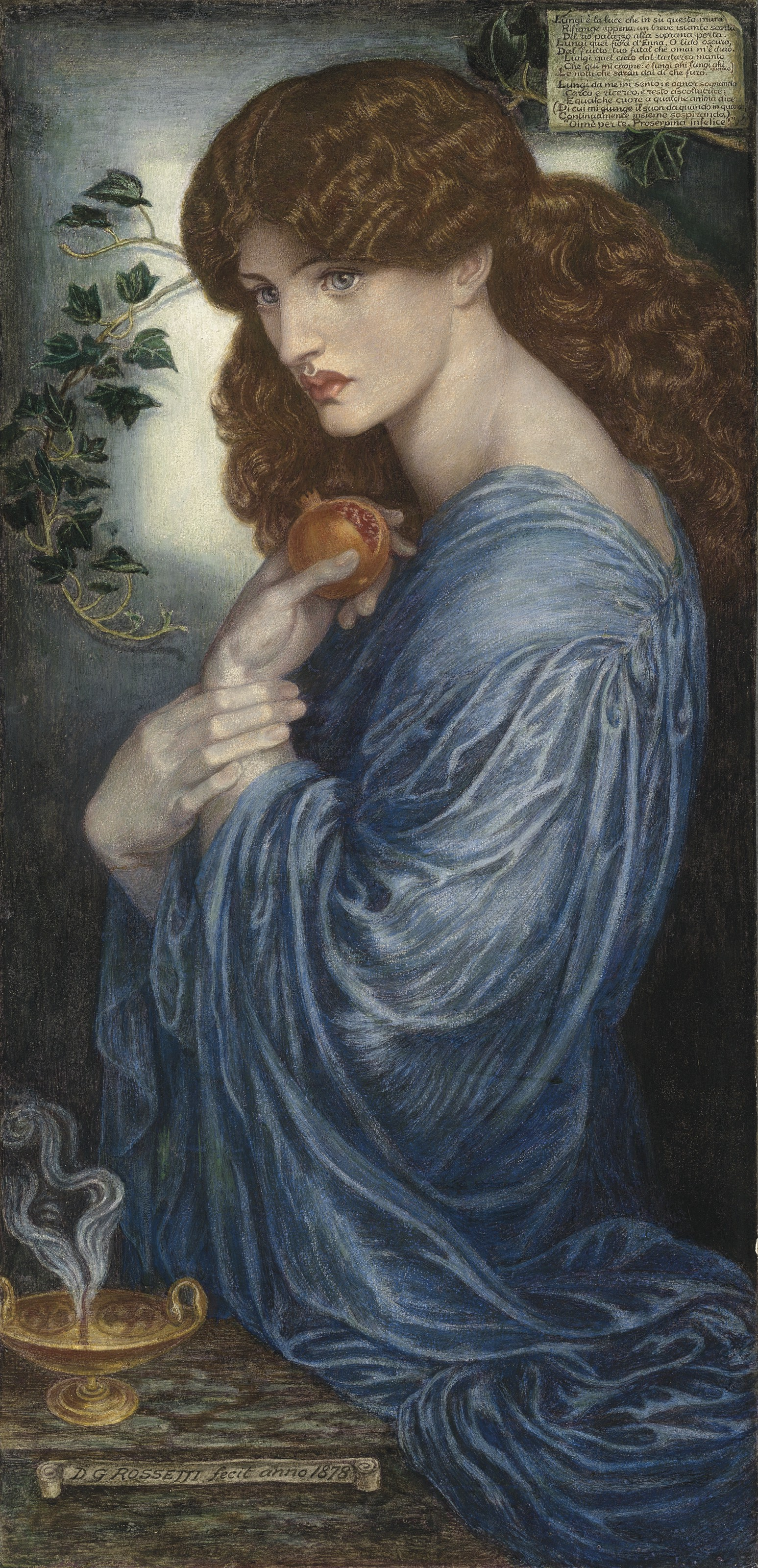
Version från 1878. Privat ägo (77,5 x 37,5 cm). Såldes på Christie's 2019 för 3 495 000 dollar.
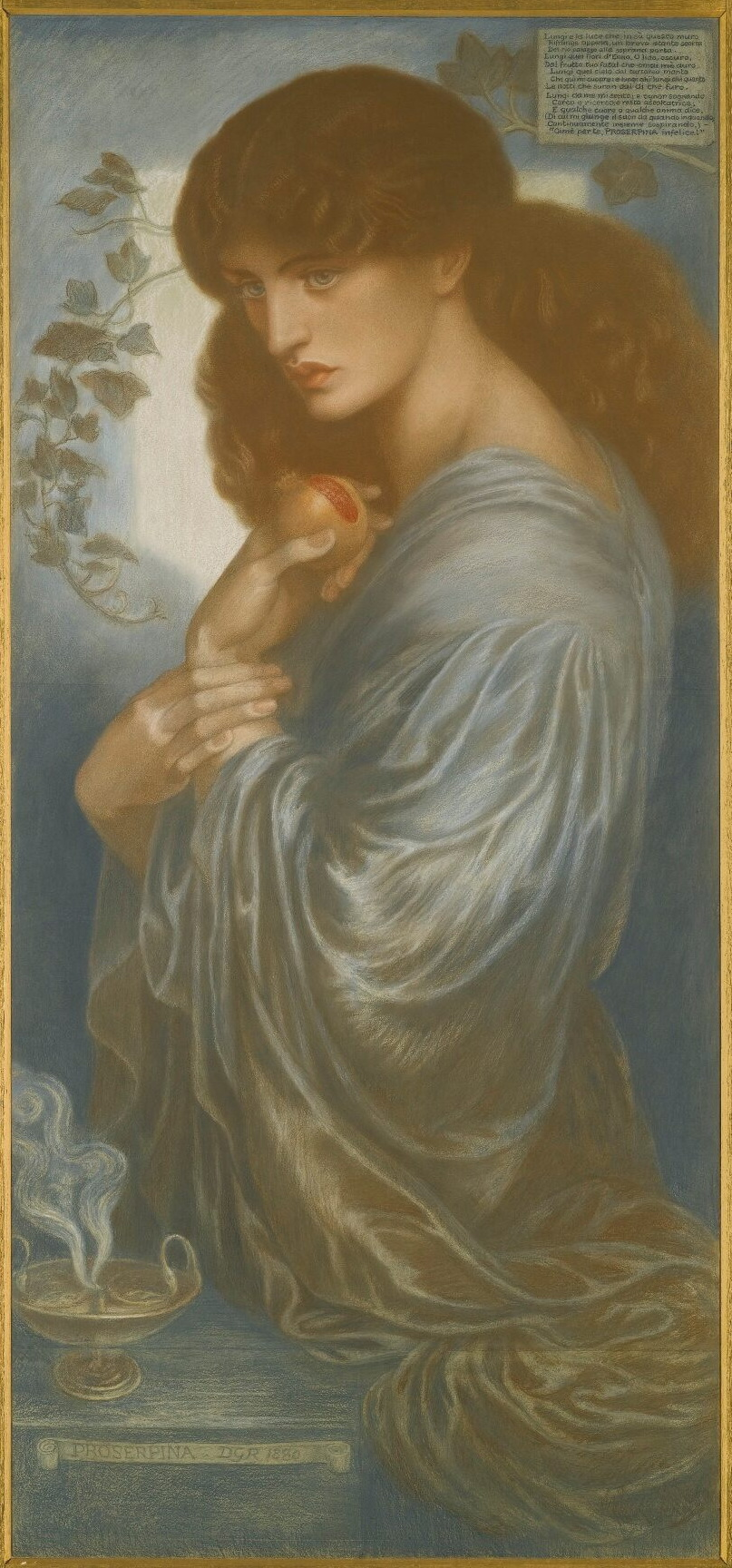
Version i pastell från 1880. Privat ägo (120 x 56 cm). Såldes 2013 på Sotheby's för 3 274 500 pund.
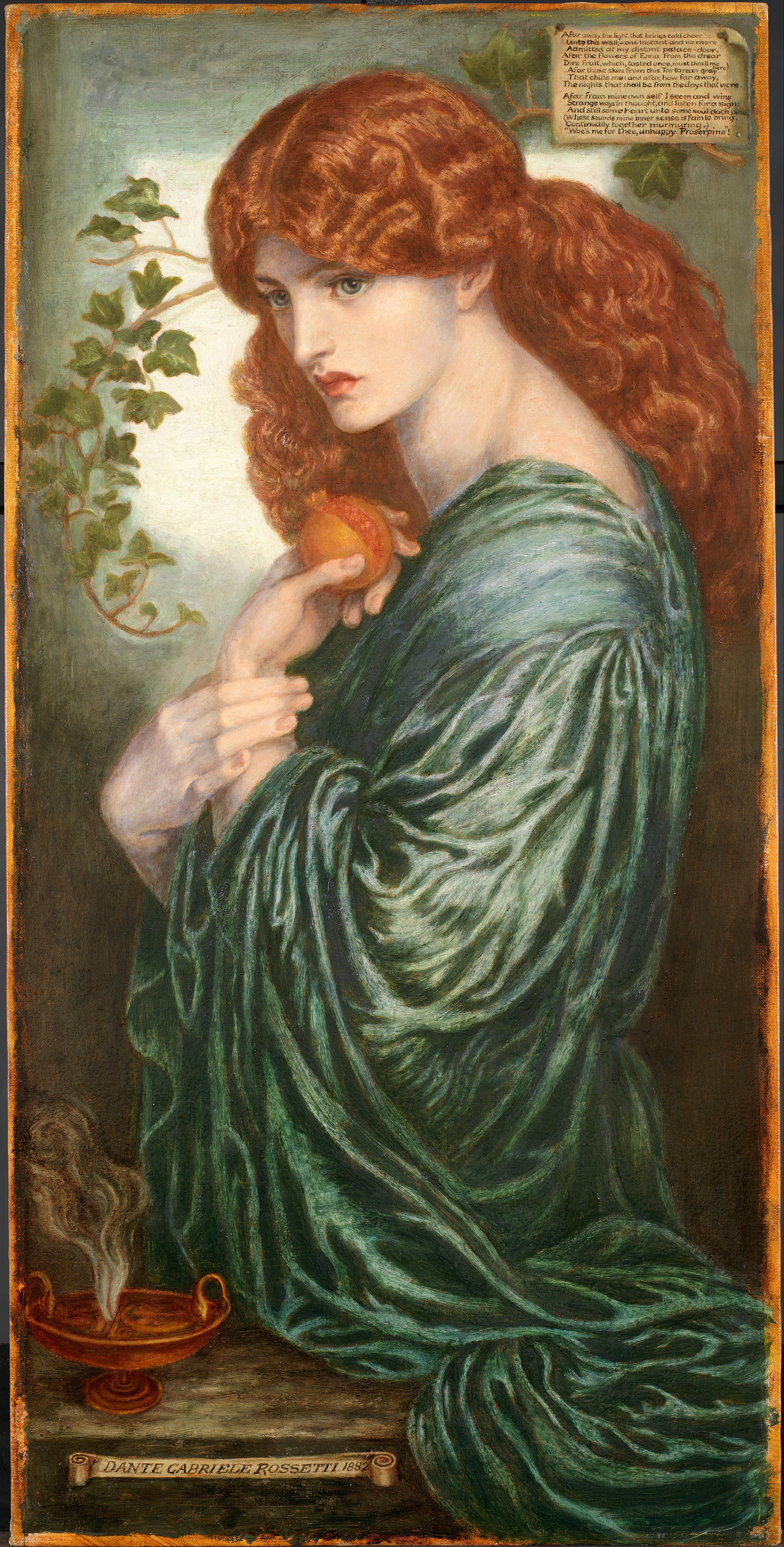
Version från 1881–1882. Birmingham Museum and Art Gallery 77.2 x 37.5 cm.